# Let Me Ride
Let Me Ride è un brano musicale del rapper e produttore statunitense Dr. Dre, pubblicato come terzo singolo estratto dal suo album di debutto The Chronic nel 1993.
Il brano è stato scritto da Andre Young (Dr. Dre), Eric Collins (RBX) e Calvin Broadus (Snoop Dogg) e vede la collaborazione di Snoop Dogg (col nome Snoop Doggy Dogg) e Jewell.

## Tracce
CD
1. Let Me Ride (Radio Mix) - 4:22
2. Let Me Ride (Extended Club Mix) - 11:01
3. One Eight Seven - 4:18